# Roknia
Roknia est une commune de la wilaya Guelma en Algérie.

## Histoire
L'endroit est notamment connu pour ses vestiges archéologiques.